# Revelstasjön
Revelstasjön är en sjö i Enköpings kommun i Uppland och ingår i Norrströms huvudavrinningsområde. Sjön är 2,5 meter djup, har en yta på 0,11 kvadratkilometer och befinner sig 25 meter över havet. Sjön avvattnas av vattendraget Örsundaån.

## Delavrinningsområde
Revelstasjön ingår i det delavrinningsområde (662796-156552) som SMHI kallar för Ovan Lillån. Medelhöjden är 46 meter över havet och ytan är 45,34 kvadratkilometer. Räknas de 6 avrinningsområdena uppströms in blir den ackumulerade arean 196,53 kvadratkilometer. Örsundaån som avvattnar avrinningsområdet har biflödesordning 3, vilket innebär att vattnet flödar genom totalt 3 vattendrag innan det når havet efter 117 kilometer. Avrinningsområdet består mestadels av skog (39 procent) och jordbruk (48 procent). Avrinningsområdet har 0,08 kvadratkilometer vattenytor vilket ger det en sjöprocent på 0,2 procent.